# Gerard Simond
Gerard Simond (11. května 1904, Chamonix – 9. ledna 1955) byl francouzský reprezentační hokejový útočník.
V roce 1928 byl členem Francouzského hokejové týmu, který skončil šestý na zimních olympijských hrách.